# Père Lachaise (stanice metra v Paříži)

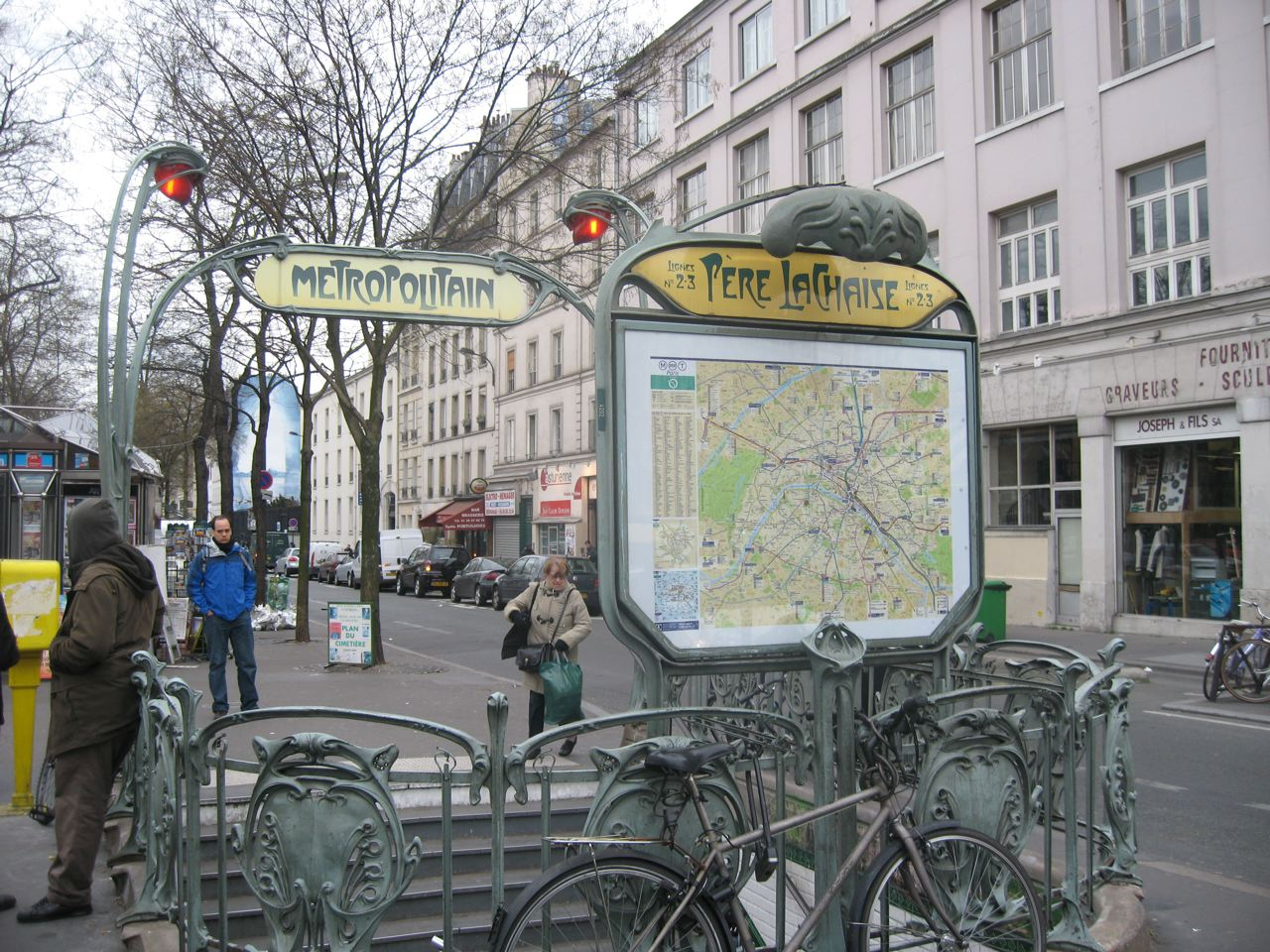
Původní vstup stanice

Père Lachaise je přestupní stanice pařížského metra mezi linkami 2 a 3 na hranicích 11. a 20. obvodu v Paříži. Nachází se u severozápadního rohu hřbitova Père Lachaise na křižovatce ulic Boulevard de Ménilmontant, pod kterým vede linka 2, Avenue Gambetta a Avenue de la République, pod kterými se nachází linka 3 a Rue du Chemin Vert.

## Historie
Stanice byla otevřena 25. února 1903, když byla linka rozšířena ze stanice Anvers do Bagnolet. Samotná trať byla zprovozněna již 31. ledna a do té doby vlaky stanicí pouze projížděly. 19. října 1904 bylo otevřeno nástupiště linky 3, jejíž první úsek zde začínal a končil ve stanici Villiers. Do 25. ledna 1905 stanice sloužila jako konečná, než byla linka prodloužena do sousední stanice Gambetta. V roce 1909 zde byl instalován první eskalátor.

## Název
Jméno stanice je odvozeno od názvu hřbitova Père Lachaise.

## Vstupy
Stanice má dva výstupy na lince 3 jeden vchod na lince 2.

## Zajímavosti v okolí
- Hřbitov Père-Lachaise